# Li Zhisui
Li Zhisui (李志绥, né à Pékin le 30 décembre 1919 et mort dans l'Illinois le 13 février 1995) fut le médecin personnel et, d'après lui, le confident de Mao Zedong.

## Biographie
Le docteur Li Zhisui a été formé aux États-Unis a écrit une biographie de Mao Zedong intitulée La Vie privée du président Mao après avoir émigré aux États-Unis. L'ouvrage a été sujet à de nombreuses controverses et a été interdit à la publication en Chine continentale.
Le sinologue Philippe Paquet indique que Li Zhisui caractérise Mao Zedong comme « un homme à l’hygiène de vie pour tout dire répugnante, et aux mœurs bien plus décadentes que dissolues selon les normes mêmes que le pouvoir maoïste imposait avec la rigueur la plus stricte au commun de ses sujets ».
Quelques semaines après avoir annoncé lors d'une interview télévisée son intention d'écrire un autre volume de mémoires, Li Zhisui a été retrouvé mort dans la salle de bain de la résidence de son fils, avec qui il avait vécu depuis son arrivée aux États-Unis.
Après la publication du livre de Li, deux membres du personnel de Mao Zedong résidant encore en Chine (dont sa secrétaire personnelle et son infirmière, Wu Xujun, qui avait travaillé avec Li) ont écrit un livre en chinois pour réfuter plusieurs affirmations de Li.